# Streckenteiler

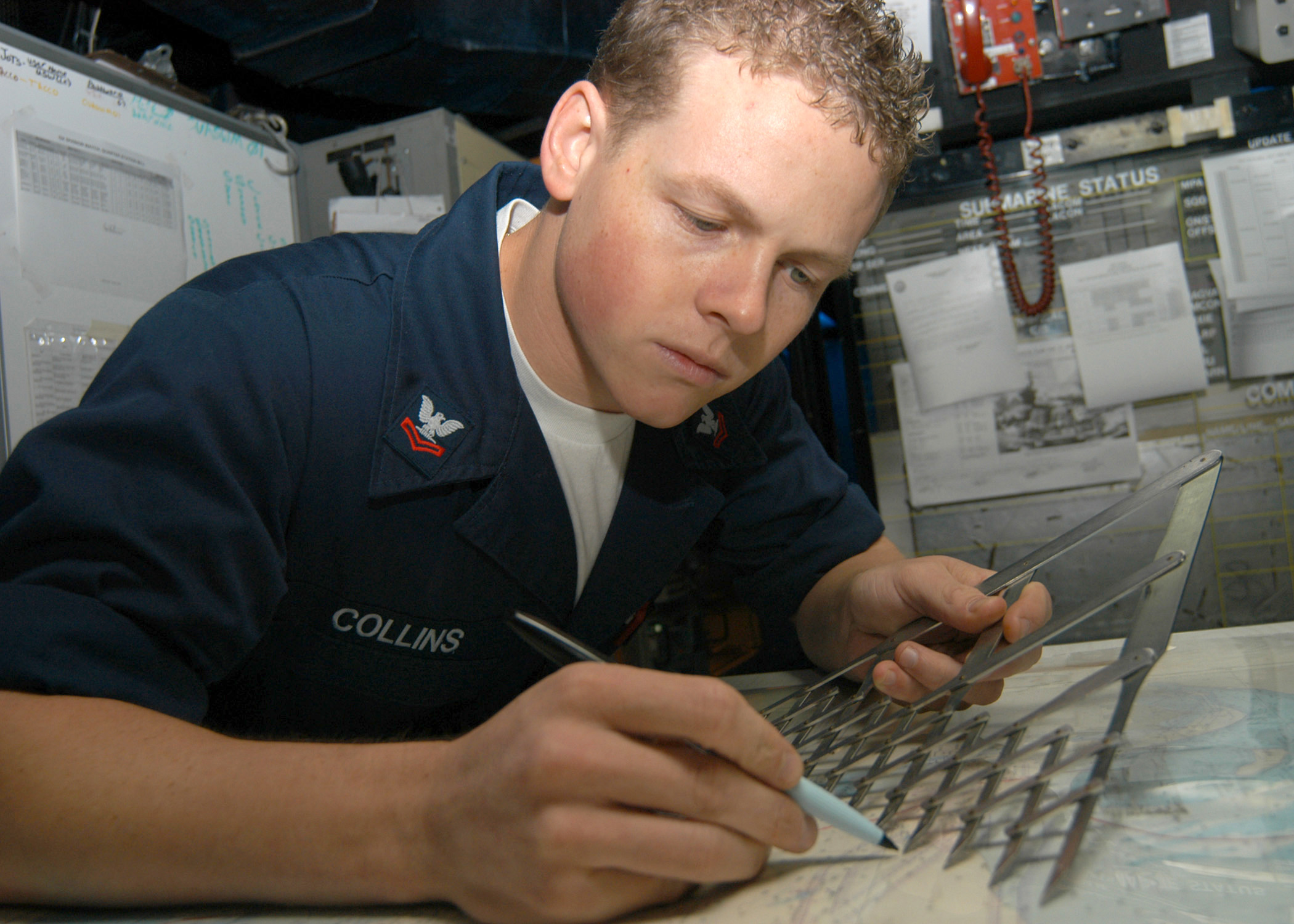
Einsatz eines Streckenteilers bei der Navigation des Flugzeugträgers USS John F. Kennedy

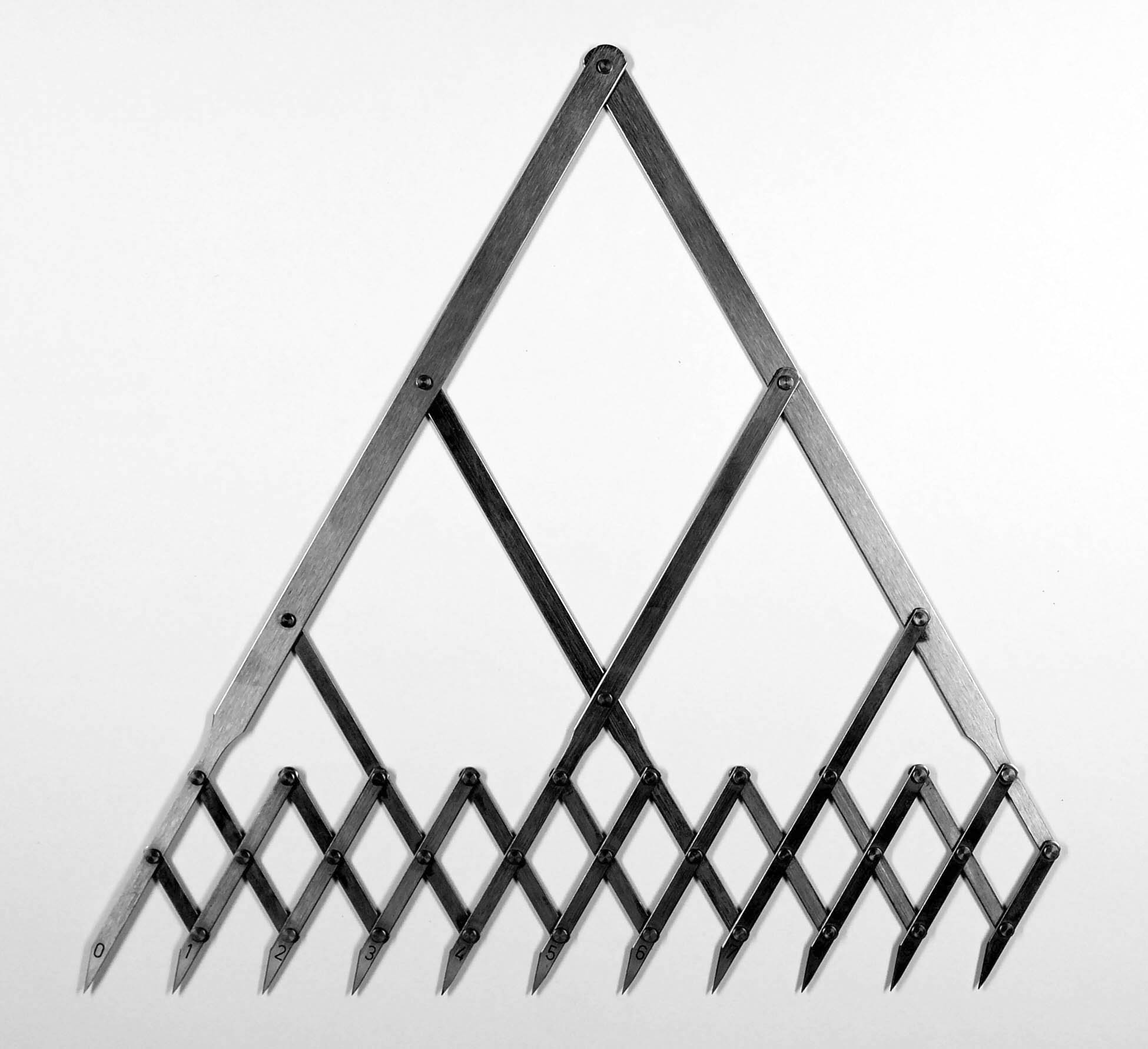
Streckenteiler nach dem Prinzip der Nürnberger Schere

Ein Streckenteiler ist ein Instrument, mit dem man leicht eine Strecke –  beispielsweise auf einer Karte – in zehn gleich große Abschnitte unterteilen kann, ohne etwas rechnen oder konstruieren zu müssen.